# چیزهای زیبا (ترانه)
«چیزهای زیبا» (انگلیسی: Beautiful Things) ترانه‌ای از خواننده و ترانه‌پرداز آمریکایی، بنسون بون است که در ۱۹ ژانویه ۲۰۲۴ توسط نایت‌استریت رکوردز و وارنر رکوردز به عنوان تک‌آهنگ آغازین نخستین آلبوم استودیویی او با نام آتش‌بازی و رول‌بلیدها (۲۰۲۴) منتشر شد. این ترانه با همکاری بون، جک لافرنتس و اوان بلر نوشته شده و بلر تهیه‌کنندهٔ آن بوده است. «چیزهای زیبا» در جدول بیلبورد هات ۱۰۰ ایالات متحده به جایگاه دوم رسید. در خارج از ایالات متحده، این ترانه در ۱۹ کشور از جمله استرالیا، اتریش، کانادا، فرانسه، آلمان، ایرلند، نیوزیلند و بریتانیا در صدر جدول‌های موسیقی قرار گرفت.

## پیش‌زمینه
بنسون بون نوشتن این ترانه را در ۲۹ سپتامبر ۲۰۲۳، اندکی پس از نقل مکان به لس آنجلس آغاز کرد. او ابتدا طی دو شب متوالی، دو ترانهٔ مختلف را شروع کرد، اما ترانه‌سرا جک لافرنتس پیشنهاد داد که این دو قطعه را با یکدیگر ترکیب کنند که حاصل آن ترانهٔ «چیزهای زیبا» شد. بون در مصاحبه‌ای اشاره کرد که آغاز یک رابطهٔ عاشقانهٔ جدید الهام‌بخش نوشتن این ترانه بوده ست.

## آهنگسازی
«چیزهای زیبا» یک «بالاد دربارهٔ معنای زندگی» است که در آن، بنسون بون دربارهٔ شکرگزاری نسبت به زندگی، عشق و «نوسان‌های شادی» تأمل می‌کند.
این ترانه لایه‌ای «قدرتمندتر» به «لطافت» آثار پیشین او مانند «در ستاره‌ها» می‌افزاید و به او کمک می‌کند تا «تمام شخصیتش» را از درون بیرون بکشد و تنوعی از «اجرای آوازی» خود ارائه دهد. ترانه از «بندهایی روح‌نواز» در کنار یک «کرس قدرتمند» تشکیل شده و بون در آن «آوازهایی خام و احساس‌برانگیز» به نمایش می‌گذارد. گام موسیقایی این ترانه سی بمل ماژور است.

## تبلیغ
بنسون بون از ۳ دسامبر ۲۰۲۳ شروع به تبلیغ تدریجی ترانه در شبکه‌های اجتماعی تیک‌تاک و اینستاگرام کرد و تا ۱۸ ژانویه ۲۰۲۴، صدای این ترانه بیش از ۱۳۰ میلیون بازدید کسب کرد.
بون این ترانه را به صورت زنده در شصت و هفتمین مراسم جوایز گرمی در ۲ فوریه ۲۰۲۵ اجرا کرد.

## موزیک ویدئو
موزیک ویدئوی رسمی این ترانه یک روز پس از انتشار تک‌آهنگ منتشر شد و در کمتر از یک ساعت، نیم میلیون بازدید به دست آورد. در این ویدئو، بون و گروهش بر فراز کوهی اجرا می‌کنند و محل فیلم‌برداری در نزدیکی سنت‌جورج، یوتا بوده است. تا ۲۵ آوریل ۲۰۲۵، این موزیک ویدئو بیش از ۶۲۵ میلیون بازدید داشته است. کارگردانی آن بر عهدهٔ مت ایستین بوده و این اثر موفق به دریافت جایزه بهترین ویدئوی آلترناتیو در جوایز موسیقی ویدئوی ام‌تی‌وی شده است.

## گواهی‌نامه‌ها
| منطقه                                                                            | گواهی         | واحد گواهی‌شده/فروش |
| -------------------------------------------------------------------------------- | ------------- | ------------------ |
| استرالیا (آی‌اف‌پی‌آی استرالیا)                                                     | ۱۲× پلاتین    | ۸۴۰٬۰۰۰            |
| اتریش (فونوگرافی اتریش)                                                          | ۳× پلاتین     | ۹۰٬۰۰۰             |
| بلژیک (بی‌ئی‌ای)                                                                   | ۳× پلاتین     | ۱۲۰٬۰۰۰            |
| کانادا (میوزیک کانادا)                                                           | الماس         | ۸۰۰٬۰۰۰            |
| دانمارک (آی‌اف‌پی‌آی)                                                               | ۲× پلاتین     | ۱۸۰٬۰۰۰            |
| فرانسه (اس‌ان‌ئی‌پی)                                                                | الماس         | ۳۳۳٬۳۳۳            |
| آلمان (بی‌وی‌ام‌آی)                                                                 | پلاتین        | ۴۰۰٬۰۰۰            |
| ایتالیا (اف‌آی‌ام‌آی)                                                               | ۲× پلاتین     | ۲۰۰٬۰۰۰            |
| مکزیک (امپروفون)                                                                 | ۲× پلاتین+طلا | ۳۵۰٬۰۰۰            |
| هلند (ان‌وی‌پی‌آی)                                                                  | پلاتین        | ۸۰٬۰۰۰             |
| نیوزیلند (آرآی‌ای‌ان‌زد)                                                            | ۴× پلاتین     | ۱۲۰٬۰۰۰            |
| لهستان (زدپی‌ای‌وی)                                                                | الماس         | ۲۵۰٬۰۰۰            |
| پرتغال (انجمن صنفی گرامافون)                                                     | ۶× پلاتین     | ۶۰٬۰۰۰             |
| اسپانیا (سازنده‌های موسیقی)                                                       | ۳× پلاتین     | ۱۸۰٬۰۰۰            |
| سوئیس (آی‌اف‌پی‌آی سوئیس)                                                           | ۴× پلاتین     | ۸۰٬۰۰۰             |
| بریتانیا (بی‌پی‌آی)                                                                | ۳× پلاتین     | ۱٬۸۰۰٬۰۰۰          |
| ایالات متحده (آرآی‌ای‌ای)                                                          | ۵× پلاتین     | ۵٬۰۰۰٬۰۰۰          |
| استریم                                                                           |               |                    |
| جهانی                                                                            | —             | ۲٬۱۱۰٬۰۰۰٬۰۰۰      |
| رقم فروش+پخش جاری تنها بر پایهٔ گواهی‌ها. · رقم فقط پخش جاری تنها بر پایهٔ گواهی‌ها. |               |                    |